# Aline Terry
Aline M. Terry – amerykańska tenisistka.
Aline Terry zdobyła tytuł mistrzyni USA w 1893 po tym, jak w finale turnieju pretendentek do tytułu mistrzowskiego (rozgrywanego ówcześnie w Filadelfii) pokonała  Augustę Schultz 6:1, 6:3, a broniąca mistrzostwa Irlandka Mabel Cahill nie przystąpiła do decydującego meczu (challenge round). Rok później Terry sama, jako obrończyni tytułu, miała zapewniony udział w challenge round, w którym przegrała z Helen Hellwig 5:7, 6:3, 0:6, 6:3, 3:6.
W edycji mistrzostw USA w 1893 sięgnęła także po tytuł w deblu, w parze z Harriet Butler. Po 1894 nie występowała już w mistrzostwach.